# Jewgienij Mironow
Jewgienij Wasiljewicz Mironow (ros. Евгений Васильевич Миронов, ur. 1 listopada 1949 w Starej Russie) – rosyjski lekkoatleta reprezentujący Związek Radziecki, który specjalizował się w pchnięciu kulą.
W swoim jedynym olimpijskim starcie – w Montrealu w roku 1976 – wywalczył srebrny medal. Piąty zawodnik halowych mistrzostw Europy z 1977 roku. W roku 1978 zdobył srebro mistrzostw Europy jednak medal odebrano mu w związku z wykryciem u zawodnika dopingu. Rekord życiowy: 21,53 (24 czerwca 1976, Kijów).

## Osiągnięcia
| Rok  | Impreza                   | Miejsce       | Lokata     | Wynik |
| ---- | ------------------------- | ------------- | ---------- | ----- |
| 1976 | Igrzyska olimpijskie      | Montreal      | 2. miejsce | 21,03 |
| 1976 | Mecz Polska - NRD - ZSRR  | Warszawa      | 2. miejsce | 20,10 |
| 1977 | Halowe mistrzostwa Europy | San Sebastián | 5. miejsce | 19,57 |
| 1978 | Mistrzostwa Europy        | Praga         | 2. miejsce | 20,87 |